# Paulding, Mississippi
Paulding är en av två administrativa huvudorter i Jasper County i Mississippi. Den andra huvudorten är Bay Springs. Vid 2010 års folkräkning hade Paulding 838 invånare.